# تاي أربور
تاي أربور هو لاعب هوكي الجليد كندي، ولد في 29 يونيو 1896 في Waubaushene ‏ في كندا، وتوفي في 11 فبراير 1979.

## وصلات خارجية
- تاي أربور على موقع دوري الهوكي الوطني (الإنجليزية)
- تاي أربور على موقع قاعة مشاهير الهوكي (لاعب أن.إتش.أل) (الإنجليزية)
- تاي أربور على موقع EliteProspects.com (الإنجليزية)
- تاي أربور على موقع HockeyDB.com (الإنجليزية)
- تاي أربور على موقع Hockey-Reference.com (الإنجليزية)